# 란드리 파레
란드리 파레(Landry Cephas Farré Miró, 2007년 1월 7일~)는 스페인의 축구 선수이다. 바르셀로나의 유소년팀과 스페인 연령별 대표팀에서 수비수로 활동하고 있다.